# ニオイヒバ
ニオイヒバ（匂檜葉、学名: Thuja occidentalis）は、裸子植物マツ綱のヒノキ科クロベ属（ネズコ属）に分類される常緑針葉樹の1種である。小枝は平面状に分枝し、十字対生する鱗片状の葉によって扁平に覆われる。葉を揉むと甘い芳香を生じ、和名の由来となった。葉に触れると放たれる芳香は、フィットンチッドと呼ばれる。"花期"は春、球果は秋に熟し、瓦重ね状の対生する鱗片状の果鱗からなる。北米北東部のカナダから米国北部に分布する。多様な園芸品種が作出されており、庭などに広く植栽されている。北米を探検していたジャック・カルティエ一行を壊血病から救ったことから、arborvitae（ラテン語で「生命の木」）とよばれるようになった。

## 名称
和名のニオイヒバは、その葉に芳香があるため名付けられたもので、葉を揉むとその香りが増す。中国名は、北美香柏。
英名では Arborvitae（アーバァバイティ）と呼ばれる。1536年、北米を探検したジャック・カルティエはセントローレンス川を遡っていたが、乗組員はビタミンC欠乏による壊血病に悩まされていた。しかし現地人によってニオイヒバの葉を刻んだものを処方された重病患者が回復したことから、ジャック・カルティエはこの木をラテン語で「生命の木」を意味する arborvitae と呼び、ヨーロッパに紹介した。ニオイヒバは、実際にヨーロッパに導入された最初の北米産の樹木（1566年ごろ）であったと考えられている。
本種は、カール・フォン・リンネの『植物の種』（1753年）において記載された種（つまり最初に学名が与えられた植物）の1つである。学名である Thuja occidentalis のうち、属名の Thuja はギリシア語で樹脂に富むある常緑樹を意味し、種小名の occidentalis はラテン語で「西方の」を意味する。

## 特徴
常緑高木になる針葉樹であり、幹は直立し、高さ2–38メートル (m)、幹の胸高直径 0.9–1.8 m になる（図1, 2a）。枝が地面を匍匐し、そこから根を生じて株となること（伏条更新）があり、これによって2–3本の幹がまとまっていることもある（下図2b）。樹冠は円錐形。樹皮は赤褐色から灰褐色、やや繊維状、縦に薄く剥がれる（下図2c）。枝は互生する。小枝は平面的に分枝して広がり、鱗形葉に覆われて表裏の別（背腹性）を示す（下記参照）。
葉は鱗片状（鱗状葉）で、長さ 3–5 mm ほどであり（クロベより大きい）、丸みが強く、比較的薄く、くすんだ黄緑色、十字対生して小枝を扁平に覆う（下図3）。葉をちぎったり揉むと甘い香り（フィトンチッド）がする。背腹性を示し、裏側（背軸側）は色が薄いが、目立つ気孔帯はない。側葉に明瞭な腺点がある。
雌雄同株、"花期"は4–6月。雄球花は長さ 1–2 mm、赤褐色（下図4a）。球果は卵形、最初は緑色だが10 - 11月に熟して褐色になり、長さ 9-14 mm、扁平で瓦状に配置した4–5対（種子をつけるのは2対）の果鱗からなり（下図4b）、計約8個の種子を含む。種子は長さ 4–7 mm、赤褐色、翼をもつ。染色体数は 2n = 22。
葉の精油としては、α-ピネン、セドロール、フェランドレン、3-カレン、サビネンなどを含む。

## 分布・生態
北アメリカ原産。北米東部のカナダ（マニトバ州、オンタリオ州、ケベック州、ノバスコシア州、プリンスエドワードアイランド州、ニューブランズウィック州）から米国（ミシガン州、ウィスコンシン州、イリノイ州、ミズーリ州、インディアナ州、オハイオ州、メイン州、ニューハンプシャー州、バーモント州、マサチューセッツ州、ロードアイランド州、コネチカット州、ニューヨーク州、ペンシルバニア州、ケンタッキー州、ウェストバージニア州、バージニア州、ノースカロライナ州、テネシー州）に分布する（下図5a）。ただし五大湖地域以南では点在的で比較的まれである。
本種は、最も耐寒性が高い樹種の1つである。標高 0–900 m の台地、崖、川岸、湖岸、湿地などに見られ、中性から塩基性の石灰岩由来の土壌で最もよく生育する（上図5b, c）。バルサムモミやアメリカカラマツ（マツ科）などと混生するか、純林を形成する。植栽されたものは、街路、公園、庭園、人家の生垣などで見られる。日本には明治中期に渡来し、北日本の公園や庭園に多く植えられている。
虫害は少ないが、葉穿孔性のガ（Argyresthia thuiella など）による食害は、樹木の枯死に至ることがある。またオオアリ属のアリが、材に害を与える事がある。一部の地域では、幼樹に対するオジロジカによる食害が著しい。病害も少ないが、Phomopsis juniperovora（子嚢菌門フンタマカビ綱）や Didymascella thjina（子嚢菌門ズキンタケ綱）が苗木に対して害を与えることがある。

## 人間との関わり

### 園芸
ニオイヒバは、観賞用に広く植栽されている。日本では各地で生け垣などにもしばしば植えられる。北海道では高生け垣として営林署の苗畑などにもよく回らせてある。原産地が北米カナダのため寒さに強く、寒冷地でもよく生育する。細根で根張りが良好であるため水分や肥料に富む環境を好み、また半日陰の湿潤な環境を好む。塩害には弱く、あまり海岸に使われる例はないが、道路で凍結防止剤が撒布されたところでは中央分離帯の植栽が茶色く枯れてしまうものもある。
葉が黄色い園芸品種もあり、その葉は日当たりがよいほうが美しく発色し、冬の寒冷下では橙色を帯びる。刈り込みにも耐える。ミノムシ（Thyridopteryx ephemeraeformis）やカイガラムシ（Carulaspis juniperi）、トドマツノハダニ（Oligonychus ununguis）の食害を受けることがある。挿木で増やす。生育しやすい品種が多いため、園芸品種は比較的安価に流通しており、初心者でも育てやすい。低木性のものも含めて120以上の園芸品種が作出されている。樹形が円錐形、球状のものとして、代表的な園芸品種には以下のようなものある。

#### 円錐形
- スマラフト Thuja occidentalis ‘Smaragd’[18]（下図6a, b）
スマラグ、スマラグド、エメラルド、エメラルドグリーンともよばれる。広円錐形、樹高は4-5メートル[24]。ニオイヒバの園芸品種の中では、樹形が最も美しいとされる[24]。葉は濃い緑色であるが、冬の寒期に葉先が褐色を帯びる[18]。寒暖の差に強く、樹形も剪定なしで整いやすいが、葉が密になって蒸れて枯れることがある[23]。
- グリーンコーン Thuja occidentalis ‘Green Cone’[25]
横への広がりが殆どなく細い円錐形になり、樹高は2.5-4.5メートル[26]。大きく育つと傾く事があるが[23]、移植や管理は容易とされる[24]。
- デグルーツスパイアー Thuja occidentalis ‘Degroot's Spire’[27]（下図6c）
グリーンコーンに由来し、非常に細長い円柱状になる[24][26]。乾燥にやや弱く、強い日差しにも弱い[23]。冬は葉が茶褐色を帯びる[23]。
- ホルムストラップ Thuja occidentalis ‘Holmstrup’[28]（下図6d）
グリーンコーンの矮性型であり、成長速度は1/2以下[23]。樹高は3メートル程度。狭い場所に向き、冬は茶褐色を帯びる[23]。
- ヨーロッパゴールド Thuja occidentalis ‘Europa Gold’[29]（下図6a）
オウゴンニオイヒバともよばれる[30]。黄金色の葉の代表品種[24]。小さいうちは芯が立ちにくい[23]。樹高6メートルほどの円錐形になるが、刈り込みによって樹高を抑えることもできる[18]。

- イエローリボン Thuja occidentalis ‘Yellow Ribbon’[31]
ヨーロッパゴールドに似て葉が黄金色になるが、こちらの方が横幅が出ず細円錐状の樹形となる[23]。また葉は春には黄色、夏になると緑色へと変化し、秋から冬にかけ黄金色になる[26]。樹高4メートル程度に育つ[23]。
- サンキスト Thuja occidentalis ‘Sunkist’[32]
苗のうちは球状だが、成長すると広円錐形となる[24]。樹高は2.5–4.0メートル[24]。ヨーロッパゴールドに似るが、下葉が茂り末広がりの形状となる[24]。成長はやや遅い[24]。
- マルソンサルファー Thuja occidentalis ‘Marijssenss Sulpher’[33]
鶯色の珍しい葉色の園芸品種[23]。乾燥地には向いておらず、強い直射日光にも弱いなど気難しい面がある[23]。樹高は4メートル[23]。
- ストーウィック Thuja occidentalis ‘Stolwijk’[34]（上図6e）
そのままでは直立するが、剪定によって球状にもなる[35]。成長は遅く10年で1.5メートルほどになる[35]。葉にクリーム色の斑が入るが、日陰では緑色が濃くなる[35]。

#### 球形
- グロボーサ Thuja occidentalis ‘Globosa’[36]（下図7a）
樹高1.5メートルほどで樹形は球形になる矮性の園芸品種[18]。葉は濃い緑であるが、冬になると褐色を帯びる[18]。
- グロボーサオーレア Thuja occidentalis ‘Globosa Aurea’[37]
別名ゴールデングローブ。球形に育つ矮性種[23]。直径1.5メートル程度に育つ[23]。強健種。春先は黄金色の葉色となるが、緑色を帯び冬は褐色調となる[23]。
- ウッドワーディー Thuja occidentalis ‘Woodwardii’[38]（下図7b）
グロボーサオーレアの緑色種[23][24]。やや成長が速く自然に球形にまとまる。
- ダニカ Thuja occidentalis ‘Danica’[39]（下図7c）
成長が遅く、球形で直径1メートルほどになる[23][24]。鉢栽培に向く[23]。半日陰が好ましい[23]。
- ラインゴールド（ラインゴルト） Thuja occidentalis ‘Rheingold’[40]（下図7d）
最初は半球状を呈するが年月がたつと芯が立って広円錐形となる[23]。枝が細く雪害を受けやすい[23]。夏場の乾燥にも弱い[23]。葉は柔らかい針葉、葉色は黄色で冬に橙黄色から茶褐色になる[23][18]。肥料が切れると葉色が悪くなりやすい[24]。鉢栽培に向く[23]。

### その他の利用
ニオイヒバは材は建築材、塀、樽、桶、ボートなどに利用され、特に耐朽性が必要な用途に適している。
枝葉から抽出された精油は、医薬品や香水に利用される。

## ギャラリー

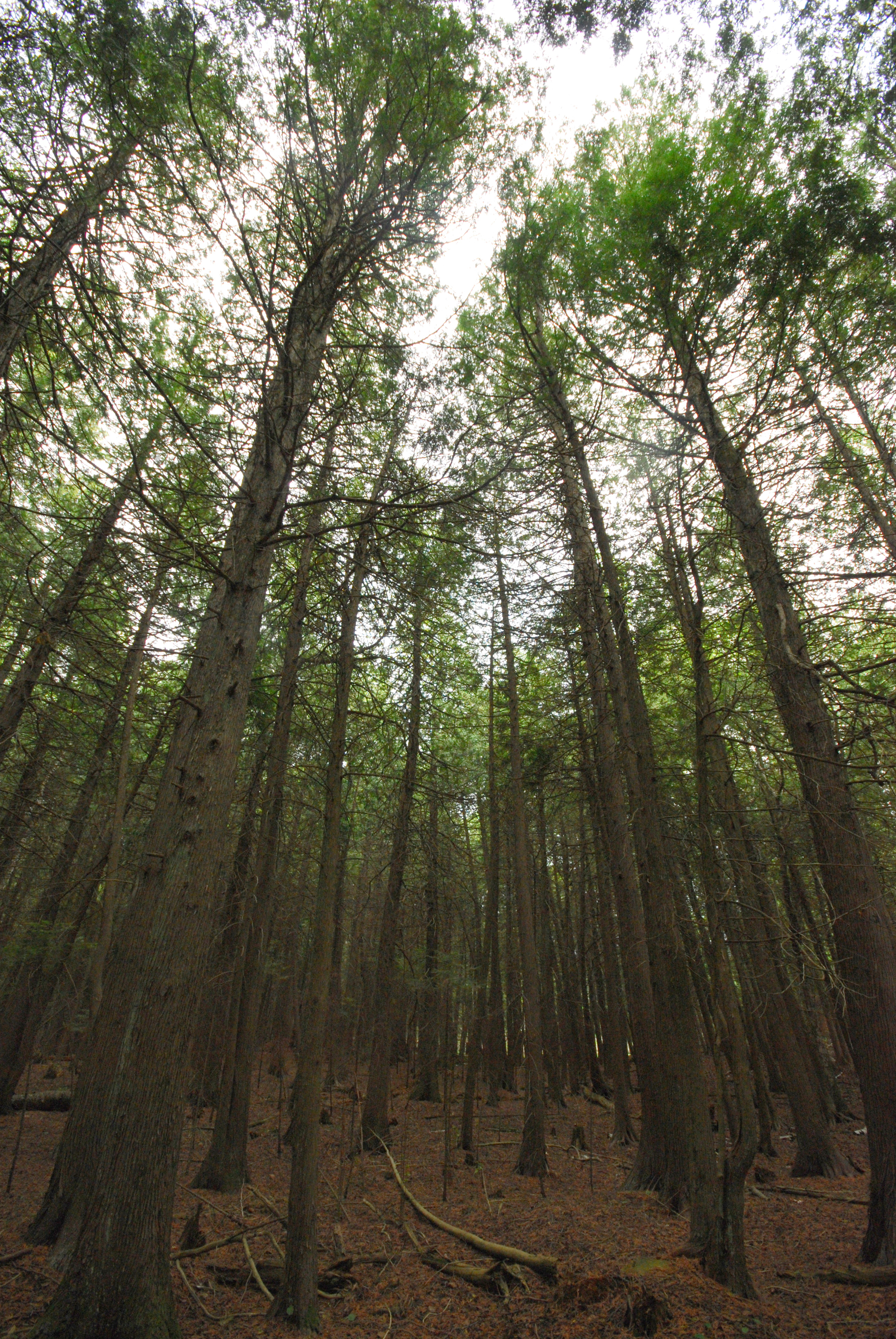
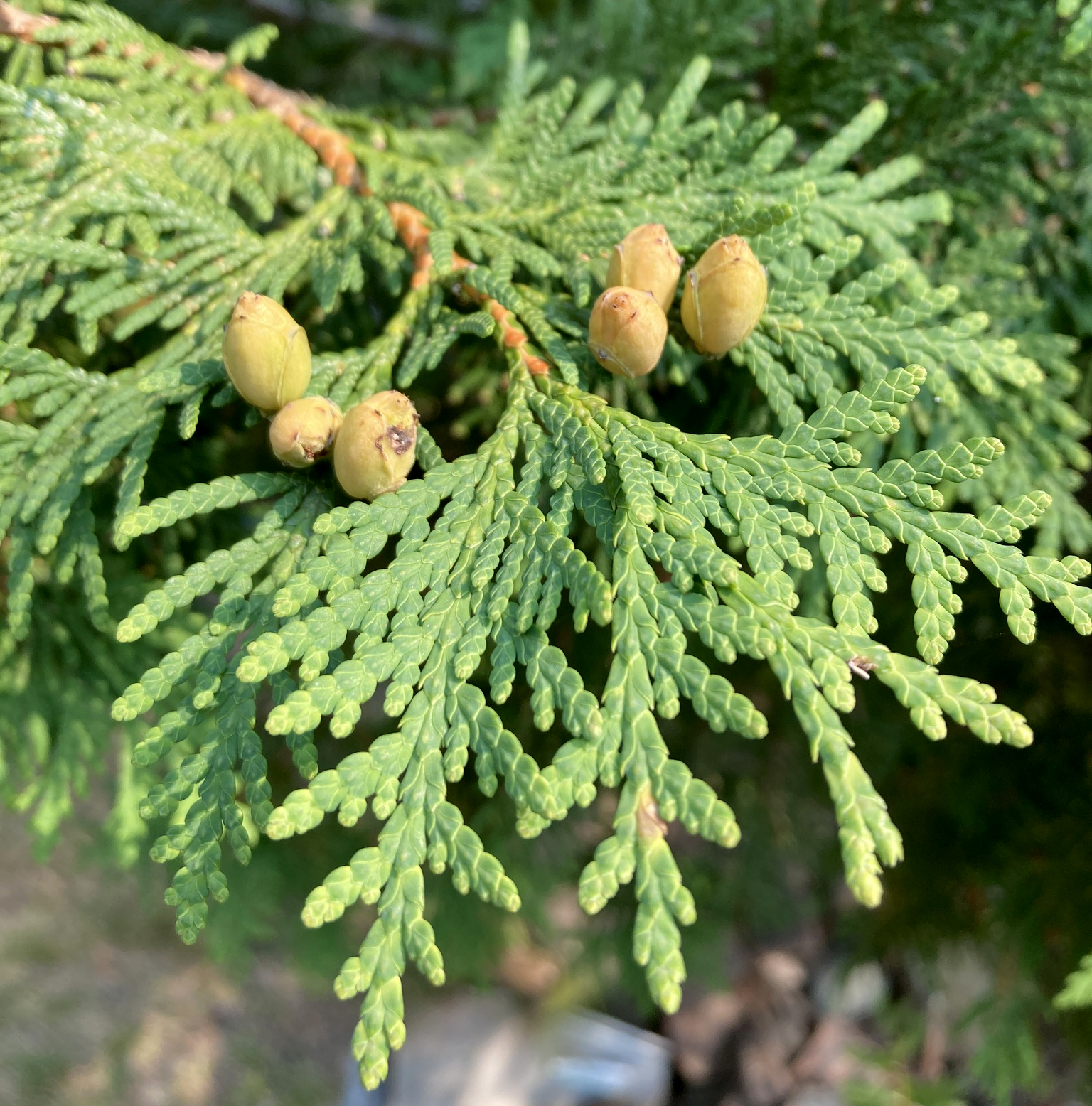
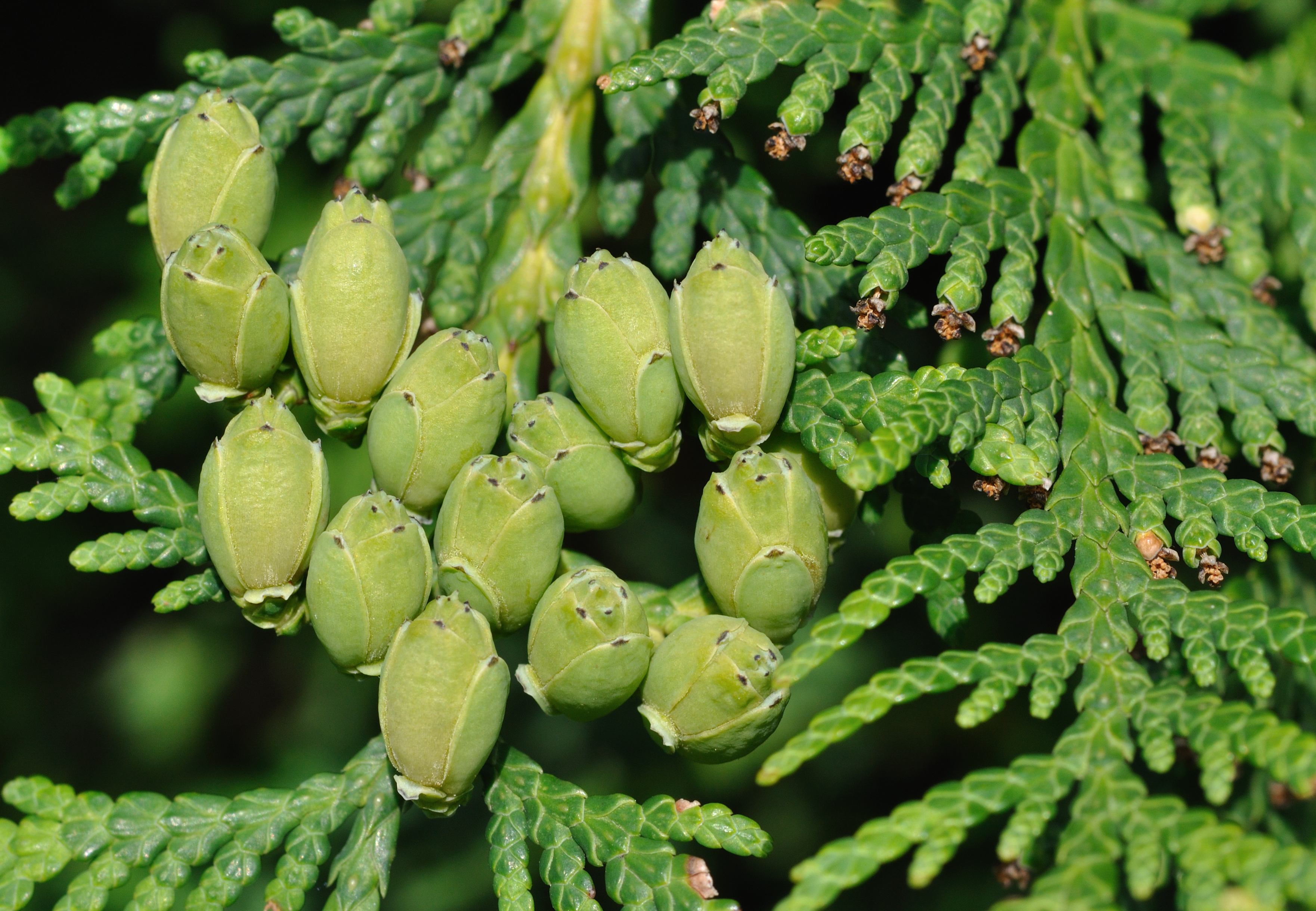
若い球果
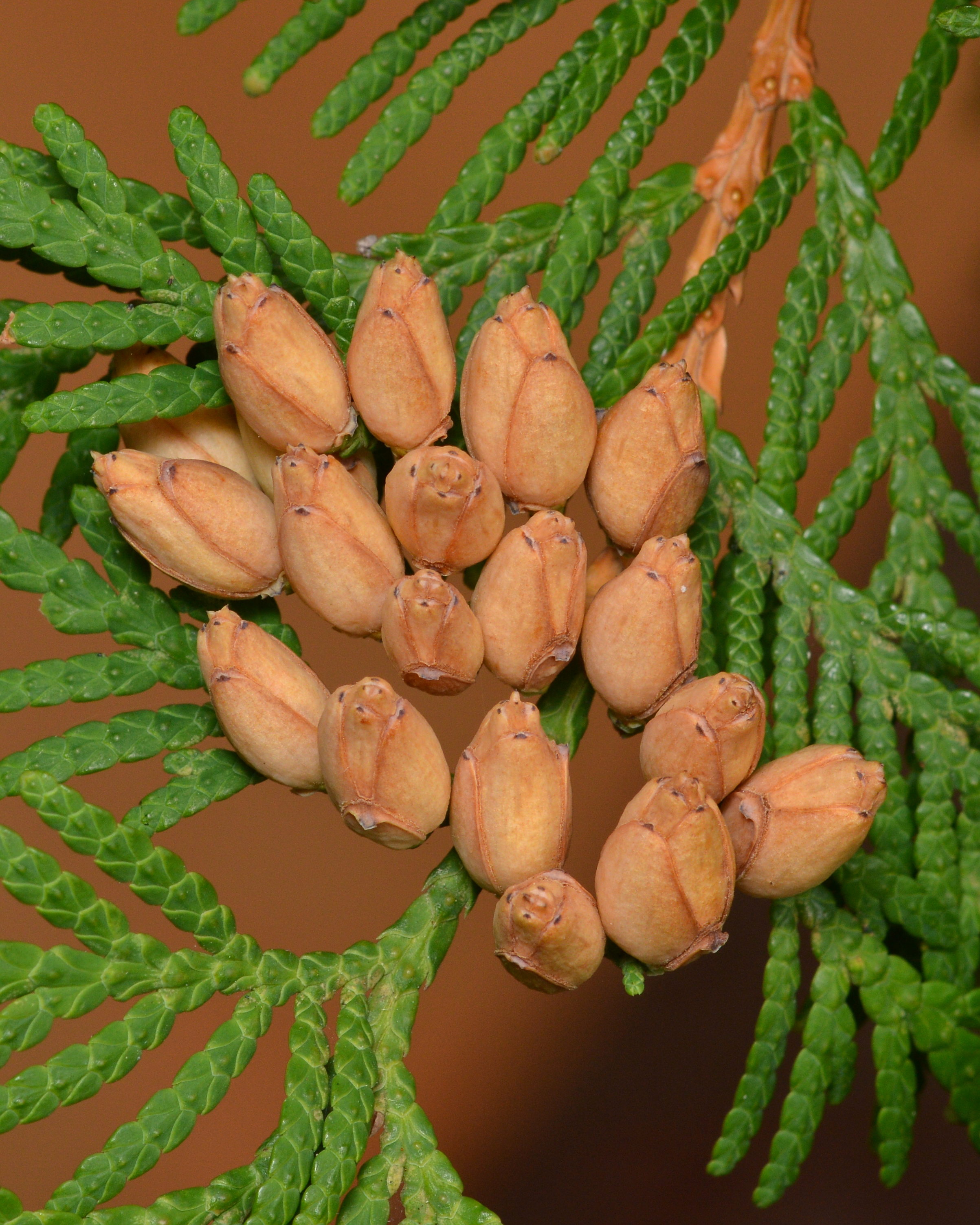
球果
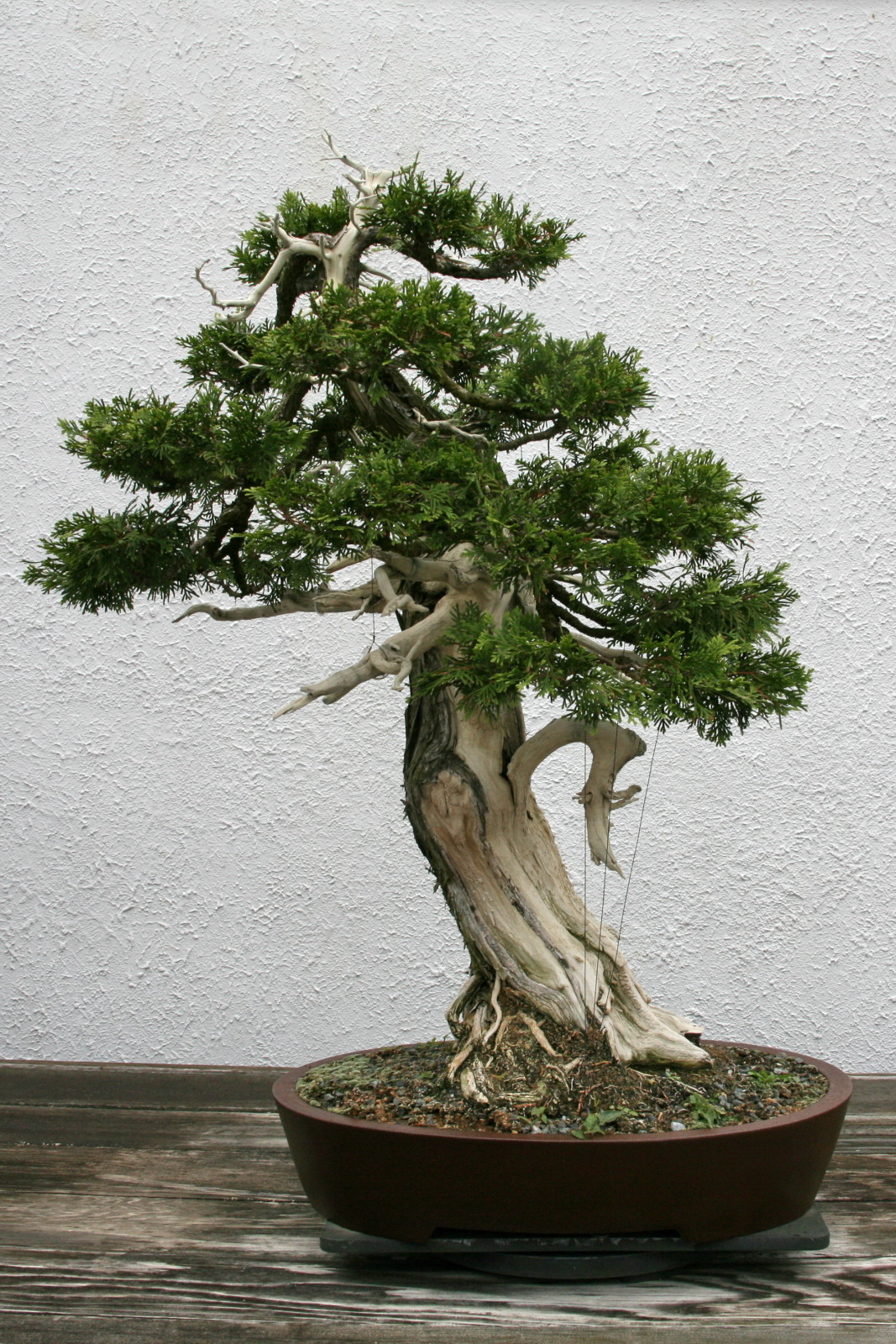
盆栽